# Metapenaeopsis philippii
Metapenaeopsis philippii är en kräftdjursart som först beskrevs av Charles Spence Bate 1881.  Metapenaeopsis philippii ingår i släktet Metapenaeopsis och familjen Penaeidae. Inga underarter finns listade i Catalogue of Life.